# Fraccionamiento Diecinueve de Octubre
Fraccionamiento Diecinueve de Octubre är en ort i Mexiko.   Den ligger i kommunen Ixtaczoquitlán och delstaten Veracruz, i den sydöstra delen av landet, 230 km öster om huvudstaden Mexico City. Fraccionamiento Diecinueve de Octubre ligger 1 121 meter över havet och antalet invånare är 195.
Terrängen runt Fraccionamiento Diecinueve de Octubre är kuperad. Runt Fraccionamiento Diecinueve de Octubre är det tätbefolkat, med 550 invånare per kvadratkilometer. Närmaste större samhälle är Córdoba, 13,0 km öster om Fraccionamiento Diecinueve de Octubre. Trakten runt Fraccionamiento Diecinueve de Octubre består till största delen av jordbruksmark.